# Show by Rock!!
Show by Rock!! è un videogioco musicale sviluppato e pubblicato dalla Geechs, in collaborazione con Sanrio. È il primo prodotto della Sanrio che non si basa su personaggi indirizzati a un pubblico femminile e minore. Il gioco è stato pubblicato il 30 luglio 2013 per iOS e il 27 giugno 2014 per dispositivi Android. Un adattamento animato prodotto dalla Bones è stato trasmesso in Giappone tra aprile e giugno 2015 sulla rete televisiva Tokyo MX ed è il primo show notturno basato sui personaggi e sul franchise della Sanrio. Sono stati annunciati dei corti animati iniziati a luglio 2016 e una seconda stagione iniziata a ottobre dello stesso anno.

## Trama
Cyan Hijirikawa è una studentessa del primo anno di liceo ed ha una forte passione per la musica. Tuttavia lei è una ragazza molto timida e non ha coraggio di fare domanda per unirsi al Club di Musica della sua scuola. Ma a una fatidica notte, venne risucchiata nel videogioco che stava giocando sul suo smartphone, nel momento in cui aveva ricevuto un oggetto raro chiamato Strawberry Heart una chitarra ritenuta leggendaria. Cyan precipita in un mondo parallelo, si ritrova quindi a Sound World, in una città chiamata Midi City, un luogo dove la musica ha il controllo assoluto, dove si teneva l'esibizione di una delle band più popolari di Midi City i Trichronika.
Cyan si rende conto di essersi trasformata in una bianca ragazza gatto in abiti da gothic lolita dove in seguito, è obbligata da Strawberry di affrontare un mostro oscuro che sta contaminando la pietra Melodisian dei Myumons, rovinando così l'esibizione dei Trichronika. Cyan per fermare il mostro oscuro e purificare la pietra Melodisian riportandola allo stato originario, deve produrre una melodia su Strawberry Heart. Dopo che Cyan ha salvato la band dal mostro oscuro, lei torna nella sua forma umana.
Al termine dell'esibizione incontra Maple, il CEO della Banded Rocking Records e i membri delle band che Maple gestisce. Lì incontra i membri delle Plasmagica: ChuChu, Retoree e Moa, la cantante, bassista, e batterista delle Plasmagica. Retoree invita Cyan ad unirsi alla band dove accetta senza pensarci due volte. Insieme affronteranno performance nel mondo musicale, e scopriranno i segreti degli Strumenti Leggendari, soprattutto per Cyan che cerca di trovare un modo per tornare nel suo mondo.

## Modalità di gioco
Il gioco ha la funzione da rhythm game con alcuni elementi simili a Simulatore di vita. Il giocatore potrà scegliere fino a 20 bande musicali disponibili dove ognuna di esse presenterà un proprio stile e proprie carte da utilizzare durante il gioco. Il giocatore potrà giocare fino a 40 brani musicali presenti fin dall'inizio del gioco. Al termine della performance, il giocatore otterrà punti esperienza per salire di livello e otterrà sbloccabili come nuovi brani e altri contenuti. Sarà possibile giocare a brani speciali durante le battaglie con il boss o negli eventi.

## Personaggi
I personaggi in Show by Rock!! sono organizzati in gruppi musicali.

### Banded Rocking Records
Plasmagica (プラズマジカ?, Purazumajika)
La band iniziale del gioco composta da quattro membri radunati da Maple Arisugawa della Banded Rocking Records. Cyan spera di dare il massimo nella band e di essere in cima nell'Industria Musicale. Esse inoltre sono la band protagonista della versione animata del gioco.
Cyan Hijirikawa (聖川 詩杏?, Hijirikawa Shian)
Doppiata da: Eri Inagawa
Cyan è la protagonista della serie, è una ragazza molto timida ma con una forte passione per la musica. Viene risucchiata nel videogioco che stava giocando sul suo smartphone e si ritrova inspiegabilmente a Midi City. Si unisce alle Plasmagica quando Retoree le chiese di farne parte. Durante le esibizione, così come tutti gli altri membri della band, anche lei subisce una trasformazione da Myumons: diventa una bianca ragazza gatto vestita da gothic lolita. È la cantante e chitarrista delle Plasmagica.
Chuchu (チュチュ?, Chuchu)
Doppiata da: Sumire Uesaka
È una ragazza con capelli viola, orecchie da coniglio bianche e coda. Decise di diventare popolare quando vide l'esibizione di Grateful King. Iniziò così la sua carriera da solista fin quando Maple non le offrì di unirsi alle Plasmagica. Lei sfruttò questa occasione come trampolino per ottenere successo, ma alla fine decise di non abbandonare la band poiché era diventata troppo importante per lei. Durante l'esibizione si trasforma da Myumons in un coniglio rosa con abiti neri. È la seconda cantante e chitarrista delle Plasmagica.
Retoree (レトリー?, Retorī)
Doppiata da: Eri Kitamura (gioco) Manami Numakura (anime)
È una ragazza con lunghi codini biondi, orecchie da cane e coda. È la ragazza più astuta del gruppo, utilizza il suo smartphone in qualsiasi momento nascondendo così la sua timidezza. È poco sociale, ma sembra avere una cotta per Cyan. Quando venne a sapere che Cyan prima o poi sarebbe ritornata nel suo mondo, lei diventò molto depressa, a tal punto di non parlare più con Cyan, la situazione migliorò grazie alle parole della loro nuova canzone che, anche se fossero state lontane, i loro cuori sarebbero stati sempre connessi. Durante l'esibizione si trasforma da Myumons in una ragazza cane con sembianze di un Golden retriever. È la bassista e cantante delle Plasmagica.
Moa (モア?, Moa)
Doppiata da: Ayane Sakura
È una ragazza capelli ricci di colore rosa, corna gialle, orecchie nere e una piccola coda nera. Lei è un'aliena proveniente dallo spazio, giunta a Midi City per investigare su Sound World, finché non viene reclutata per entrare nelle Plasmagica. Finisce sempre i suoi discorsi con "Pyuru~" (ぴゅる〜?, Pyuru〜). Durante l'esibizione si trasforma da Myumons in una ragazza pecora rosa e nera con corna gialle. È la batterista e cantante delle Plasmagica.
ShinganCrimsonZ (シンガンクリムゾンズ?, Shingan Kurimuzonzu)
Secondo gruppo protagonista della serie, classificata come Visual Kei band. Come le Plasmagica, anche loro hanno firmato un contratto con la Banded Rocking Records e tendono ad essere i migliori di Midi City.
Crow (クロウ?, Kurō)
Doppiato da: Kishō Taniyama
È il leader dei ShinganCrimsonZ, Myumons dalle sembianze di un riccio rosso e nero che mira ad essere il miglior rocker di tutta Midi City. È molto impulsivo e volgare, si vanta delle sue abilità nella musica e tende a non andare d'accordo con gli altri membri della band Aion e Yaiba. Il suo punto di riferimento è Grateful King. È il chitarrista e cantante dei ShinganCrimsonZ.
Aion (アイオーン?, Aiōn)
Doppiato da: Junichi Yanagida (gioco) Kōki Uchiyama (anime)
È un Myumons dalle sembianze di un Leone bianco e beige, ragazzo quiete che pensa al bene di se stesso, definendosi il Dio del sole oscuro. Litiga spesso con Crow e Yaiba. È il chitarrista dei ShinganCrimsonZ.
Yaiba (ヤイバ?, Yaiba)
Doppiato da: Mitsuhiro Ichiki (gioco) Tetsuya Kakihara (anime)
È un Myumons dalle sembianze di una Volpe gialla e nera che conosce le tecniche dei samurai. Rispetta il Bushido e il Spirit Rock. Nonostante sia timido, riesce ad entrare nei litigi con Crow e Aion. È il bassista dei ShinganCrimsonZ.
Rom (ヤイバ?, Romu)
Doppiato da: Teruyuki Tanzawa (gioco) Yoshimasa Hosoya (anime)
È il leader di fatto del gruppo, un Myumons dalle sembianze di un leopardo che rimprovera e calma le acque quando gli altri membri del gruppo litigano. È ammirato dagli altri membri poiché possiede il lavoro a posto fisso. È stato amico e compagno di band di Shu Zo fin quando non si sciolse dal gruppo. È il batterista dei ShinganCrimsonZ.
Maple Arisugawa (有栖川メイプル?, Arisugawa Meipuru)
Doppiato da: Yūji Ueda
Ex agente della Unicorn Virtual Music e attualmente il Presidente e CEO della Banded Rocking Records. Tra il suo cambio di umore tra serio e goffo, tende ad essere sottoposto a masochismo e punizioni dalla sua segretaria. Nonostante le sue buffonate, lui è molto premuroso verso le band che ha formato e le considera come la sua famiglia. Maple sa inoltre dell'esistenza di Strawberry Heart e le sue relazioni con Grateful King, e la provenienza di Cyan con il mondo parallelo. Nell'ultimo episodio della serie animata, rivela di avere una forma umana, con capelli biondi meches neri, con pizzo, baffi, e alta statura.
Angelica (アンゼリカ?, Anzerika)
Doppiata da: Risa Shimizu
È la segretaria della Banded Rocking Records, una lupa con capelli biondi, orecchie e coda ed ha un lato da dominatrice. Angelica è un personaggio che appare solo nella serie animata.
Grateful King (グレイトフルキング?, Gureitofurukingu) / Strawberry Heart (ストロベリーハート?, Sutoroberī Hāto)
Doppiato da: Hiroyuki Yoshino
Grateful King è un famoso compositore e cantante, la cui abilità nella composizione e musica è leggendaria per tutti in Sound World. Tuttavia, nel momento in cui si contrae con la Unicorn Virtual Music ed entra in contatto con il presidente e CEO Dagger, lo cattura e lo rinchiude in uno studio di registrazione per comporre la canzone più potente, che verrà poi usata da Dagger per dominare Sound World. Grateful King così decise di impossessarsi dello strumento leggendario Strawberry Heart e salvare Sound World dalle grinfie di Dagger, insieme a Cyan.

### Judas
Trichronika (トライクロニカ?, Toraikuronika)
Trichronika è una band composta da soli ragazzi, è la prima band che Cyan incontra nell'anime. È composta da tre membri che hanno firmato per la Major idol label Judas.
Shu Zo (シュウ☆ゾー?, Shū Zō)
Doppiato da: Kasuya Daisuke (gioco) Mamoru Miyano (anime)
È il leader dei Trichronika, Myumons di specie sconosciuta. Viene considerato come un principe galattico dalla voce angelica. È molto popolare in Midi City, ed è conosciuto soprattutto per la sua abilità musicale. È in grado di cantare, suonare la chitarra e suonare il pianoforte alla perfezione. Tuttavia, condivide un passato oscuro con uno dei membri del ShinganCrimsonZ, Rom, il quale si trovavano insieme in una band visual kei, prima di essere reclutato dalla Major idol label Judas. È il cantante e chitarrista dei Trichronika.
Riku (リク?, Riku)
Doppiato da: Ayumu Murase
È il fratello gemello di Kai, Myumons di specie sconosciuta. Nonostante la sua dedizione a esibirsi con Trichronika, la sua natura pacata e la mancanza di fiducia gli hanno dato un leggero complesso di inferiorità. È il bassista dei Trichronika.
Kai (カイ?, Kai)
Doppiato da: Ryota Ohsaka
È il fratello gemello di Riku, Myumons di specie sconosciuta. Le sue due cose preferite sono Shu Zo e la danza. Lui è un fratello molto premuroso, anche se un po' eccentrico. È il batterista dei Trichronika.

### Unicorn Virtual Music Inc.
Cristicrista (クリティクリスタ?, Kuritikurisuta)
Un nuovo gruppo che debutta nel gioco e anime, una band composta da 4 membri del consiglio studentesco della St. Midi Middle School's Student Council. Nell'anime, il gruppo lavorerà per la Unicorn Virtual Music. Batte le Plasmagica durante la prima battaglia tra band, fin quando le Plasmagica non chiederanno una rivincita dove verranno battute con la nuova canzone delle Plasmagica. Con la loro sconfitta, Dagger contamina la  loro pietra Melodisian e le trasforma in mostri oscuri, dove in seguito verranno salvate da Cyan e le Plasmagica.
Rosia (ロージア ?, Rōjia)
Doppiata da: Rina Hidaka
Cantante e chitarrista.
Tsukino (ツキノ?, Tsukino)
Doppiata da: Ai Kayano
Cantante e tastierista.
Holmy (ホルミー?, Horumī)
Doppiata da: Hiromi Igarashi
Cantante e bassista.
Jacquelin (ジャクリン?, Jakurin)
Doppiata da: Rie Murakawa
Cantante e batterista.
Ogasawara (オガサワラ?, Ogasawara)
Doppiato da: Yoshihito Sasaki
È l'agente delle Criticrista e dipendente di Dagger. Verrà poi licenziato quando le Plasmagica batteranno le Cristicrista nella battaglia tra band.
Dagger Morse (オガサワラ?, Ogasawara)
Doppiato da: Takaya Kuroda
È l'antagonista principale della serie animata, è il presidente e CEO della Unicorn Virtual Music Inc. e responsabile dell'apparizione dei mostri oscuri. Può contaminare le pietre Melodisian residente nel cuore dei Myumons così da ricavarne un mostro oscuro.